# Fezia pterocarpa
Fezia pterocarpa là một loài thực vật có hoa trong họ Cải. Loài này được Pit. mô tả khoa học đầu tiên năm 1918.